# Königgrätzer Marsch
Königgrätzer Marsch é uma marcha militar alemã.
A marcha foi composta pelo músico prussiano Johann Gottfried Piefke por ocasião da vitória da Prússia sobre as tropas do Império Austríaco na Batalha de Königgrätz, em 3 de julho de 1866, que foi o enfrentamento decisivo da Guerra Austro-Prussiana. Tal vitória abriu caminho para a supremacia da Prússia na Confederação Germânica e, eventualmente, para a fundação do Império Alemão em 1871. Por razões óbvias, é ouvido raramente na Áustria.